# FN:s ekonomiska kommission för Latinamerika och Karibien
Ekonomiska kommissionen för Latinamerika och Karibien, som ofta förkortas ECLAC eller UNECLAC, (av det engelska namnet [United Nations] Economic Commission for Latin America and the Caribbean),  är Förenta nationernas (FN) ekonomiska kommission för Latinamerika och Karibien. Det är ett av fem regionala organ under FN:s ekonomiska och sociala råd.
ECLAC grundades 1948. Organisationen har sitt säte i Santiago, Chile. Det sista C:et i ECLAC lades till 1984 för att inkludera Karibien i namnet.
Några nordamerikanska, europeiska och asiatiska stater är medlemmar i organisationen, exempelvis Japan, Kanada och Storbritannien. Stater och territorier som ligger i regionen men ändå inte är medlemmar är Anguilla, Aruba, Brittiska Jungfruöarna, Montserrat, Nederländska Antillerna, Puerto Rico och Amerikanska Jungfruöarna.